# 法 (文法)
法（ほう）、またはムード（英: mood）とは言語学で使われる用語で、文法範疇の一つである。叙法とも。文が表す出来事の現実との関係（事実的 (英: realis) (en)  か反事実的 (英: irrealis) (en) か）や意図、聞き手に対する態度などを表す。特に動詞の形態に反映された場合のことを言うが、モダリティ（法性）と同義で語られることもある。断定、疑義、命令、可能・必然 (epistemic)、許可・義務 (英: deontic)、願望・要求 (propositional attitude) などにかかわる。
印欧語の「直説法」、「命令法」、「接続法」、「希求法」、「条件法」、「禁止法」などがこれにあたる。
法は同じく動詞の文法範疇である時制・相とまとめてTAM (Tense-Aspect-Modality) とも呼ばれる。
文法用語としての英語mood（述べ方）は、フランス語のmode（方式）の訛形であるが、他方でゲルマン語に起源を持つmood（気分）からも意味的な影響を受けている。

## 日本語
日本語においては「行く」（意志・命令・疑問など）「行こう」（意志・勧誘）「行け」（命令）「行くな」（否定命令＝禁止）「行ったら」「行けば」（仮定・放任）「行かない」（否定）「行きたい」（希求）のように動詞活用形や助動詞、終助詞といった文末の形態の違いが法に関わり、命題を包むような形で法が実現されていると分析されている。

## 英語
下の例は英語の「直説法」と「仮定法」の対比を示す。
直説法
As I wasn't born two hundred years ago, I didn't succeed to the throne.
「200年前に生まれなかったので、王様にならなかった」
仮定法（動詞の形態）
If I had been born two hundred years ago, I would have succeeded to the throne.
「200年前に生まれていたら王様になったのに」
仮定法（助動詞、あるいは原形）
His majesty requested of me that I (should) succeed to the throne.
「王は私に王位を継いでくれるよう頼んだ」

## 関連書籍
- Palmer, F. R. (2001) Mood and Modality. Cambridge University Press.